# Circondario di Rovigo
Il circondario di Rovigo era uno dei circondari in cui era suddivisa la provincia di Rovigo, esistito dal 1889 al 1927.

## Storia
Nel 1888 in qualche provincia veneta furono attivati i circondari.
Il circondario di Rovigo fu abolito, come tutti i circondari italiani, nel 1927, nell'ambito della riorganizzazione della struttura statale voluta dal regime fascista. Tutti i comuni che lo componevano rimasero in provincia di Rovigo.